# Thomas Hardy
Thomas Hardy (2. junij 1840–11. januar 1928) je bil angleški pisatelj in pesnik. Dobil je red za zasluge. Bil je viktorijanski realist v tradiciji George Eliot. Na njegove romane in poezijo je vplivala romantika, še posebej William Wordsworth.  Bil je zelo kritičen do viktorijanske družbe predvsem zaradi slabšanja položaja podeželskih ljudi v Veliki Britaniji in še posebej v rodni jugozahodni Angliji.
Medtem ko je Hardy pisal poezijo vse svoje življenje in je znan kot pesnik, je bila njegova prva zbirka objavljena šele leta 1898. Na začetku je zaslovel kot avtor romanov, kot so Daleč od ponorelega sveta (1874), Casterbriški župan (1886), Čista ženska: Tess iz rodovine d'Urbervillov (1891) in Temno srce (Jude the Obscure) (1895). Ko je še živel, so njegovo poezijo zelo cenili mlajši pesniki (v obdobju Jurija V.), ki so ga imeli za mentorja. Po njegovi smrti so njegove pesmi slavili Ezra Pound, W. H. Auden in Philip Larkin. 
V njegovih romanih pogosto nastopajo tragični liki, ki se borijo proti svojim strastem in socialnim okoliščinam v delno izmišljeni regiji Wessex, ki sprva temelji na srednjeveškem anglosaškem kraljestvu, nato pa je sčasoma vključil grofije Dorset, Wiltshire, Somerset, Devon, Hampshire in velik del Berkshira v jugozahodni in južni osrednji Angliji. Dva  njegova romana, Čista ženska: Tess iz rodovine d'Urbervillov in Daleč od ponorelega sveta, sta bila med prvimi 50 najbolj branimi knjigami v raziskavi BBC The Big Read. 

## Življenjepis

### Mladost
Thomas Hardy se je rodil 2. junija 1840 v Higher Bockhamptonu (takrat Upper Bockhampton), zaselku v župniji Stinsford na vzhodu Dorchestra v Dorsetu v Angliji, kjer je njegov oče Thomas (1811–1892) delal kot kamnosek in lokalni graditelj. Proti koncu leta 1839 se je v Beaminsterju poročil z Jemimo. Jemima je bila zelo izobražena in je poučevala Thomasa, dokler ni pri osmih letih odšel v šolo v Bockhampton. Več let je obiskoval akademijo gospoda Lasta za mlade gospode v Dorchestru, kjer se je naučil latinščine in dokazal, da ima akademske zmožnosti.  Ker Hardyjeva družina ni bila dovolj sredstev, da bi mu zagotovila univerzitetno izobrazbo, se je njegovo redno izobraževanje končalo, ko je bil star 16 let. Postal je vajenec Jamesa Hicksa, lokalnega arhitekta. 
Hardy se je pred selitvijo v London leta 1862 izučil za arhitekta. V Londonu se je vpisal na Kraljev kolidž (King's College). Dobil je nagrado Kraljevega inštituta britanskih arhitektov (Royal Institute of British Architects) in Zveze arhitektov (Architectural Association). Aprila 1862 je postal pomočnik arhitekt pri Arthurju Blomfieldu in delal v župnijski cerkvi Vseh svetih v Windsorju v Berkshiru med letoma 1862 in 1864. Retabel, ki ga je morda zasnoval Hardy, je bil odkrit za opažem Vseh svetnikov avgusta 2016.  Sredi leta 1860 je bil Hardy odgovoren za izkop dela pokopališča Stare cerkve svetega Pankracija pred njenim uničenjem, ko je bila Midlandska železnica podaljšana do nove postaje pri St. Pancrasu.
Hardy se ni nikoli počutil doma v Londonu, ker se je zavedal razrednih razlik in svoje družbene manjvrednosti. V tem času se je začel zanimati za socialno reformo in dela Johna Stuarta Milla. Njegov dorsetski prijatelj Horac Moule ga je seznanil z deli Charlesa Fourierja in Augusta Comta. Po petih letih se je, zaskrbljen zaradi zdravja, vrnil v Dorset, se naselil v Weymouthu in se odločil, da se bo posvetil pisanju.

### Romanopisec
Leta 1870, ko je kot arhitekt obnovil župnijsko cerkev v St. Juliotu v Cornwallu, je Hardy srečal in se zaljubil v Emmo Gifford, s katero se je poročil v Kensingtonu jeseni leta 1874. Leta 1885 sta se Thomas in njegova žena preselila v Max Gate, hišo, ki jo je zasnoval Hardy in zgradil njegov brat. Čeprav sta se odtujila, je Emmina smrt leta 1912 nanj zelo vplivala. Hardy je odpotoval v Cornwall ponovno obiskat mesta, povezana z njegovim dvorjenjem; njegove Pesmi 1912–13 so posledica njene smrti. Leta 1914 se je Hardy poročil s svojo tajnico Florence Emily Dugdale, ki je bila 39 let mlajša, a ga je smrt njegove žene še vedno težila in je poskušal premagati žalost s pisanjem poezije.  Leta 1910 je bil Hardy odlikovan z redom za zasluge in bil tudi prvič nominiran za Nobelovo nagrado za književnost. Za nagrado je bil nomiran še enkrat 11 let pozneje. 

### Zadnja leta
Hardy je decembra 1927 zbolel za plevritisom in je umrl 11. januarja 1928 po deveti uri v Max Gatu, ko je na smrtni postelji narekoval svojo zadnjo pesem za ženo; na njegovem mrliškem listu je kot vzrok smrti napisano "srčno-žilna sinkopa" in "starost". Pogreb je bil 16. januarja v Westminstrski opatiji. Hardy je želel, da se njegovo telo pokoplje v Stinsfordu v grobu z  njegovo prvo ženo Emmo. Njegova družina in prijatelji so se strinjali, vendar pa je izvrševalec njegove oporoke sir Sydney Carlyle Cockerell vztrajal, da ga pokopljejo v Pesniškem kotu (Poet's Corner) v opatiji. Kompromis je bil dosežen tako, da so njegovo srce pokopali v Stinsfordu z Emmo, njegov pepel pa v opatiji. 
Kmalu po Hardyjevi smrti je izvrševalec njegove zapuščine zažgal pisma in zapiske, ohranjenih je le 12 dokumentov, v enem so zapiski in izvlečki iz časopisnih zgodb iz leta 1820. Raziskave so pokazale, da jih je Hardy uporabljal v svojih delih. V letu njegove smrti je gospa Hardy objavila Zgodnje življenje Thomasa Hardyja (The Early Life of Thomas Hardy), 1841–1891. Delo sestavljajo sodobni zapiski, pisma, dnevniki in biografski zapisi, pa tudi ustne informacije pogovorov več let.
Hardyjevo delo so občudovali številni mlajši pisatelji, tudi D. H. Lawrence, John Cowper Powys in Virginia Woolf. V svoji avtobiografiji Goodbye to All That (1929) se Robert Graves spominja srečanja s Hardyjem v Dorsetu v začetku leta 1920, ko ga je skupaj z novo ženo toplo prejel ter ga spodbujal pri njegovem delu.
Hardyjeva rojstna hiša v Bockhamptonu in njegova hiša Max Gate v Dorchestru sta v lasti Državnega sklada.

## Delo

### Proza

#### Romani značajev in okolja
- Revež in gospa (The Poor Man and Lady), 1867, neobjavljeno in izgubljeno
- Pod zelenim drevesom (Under the Greenwood Tree), podeželska slika nizozemske šole, 1872
- Daleč od ponorelega sveta, 1874, prevedla Rapa Šuklje
- Vrnitev v domači kraj, 1878, prevedel Jože Fistrovič
- Casterbriški župan: življenje in smrt moža, 1886, prevedla Mira Mihelič
- Prebivalci gozda (Woodlanders), 1887
- Zgodbe iz Wessexa, 1888, zbirka kratkih zgodb
- Tess iz rodovine d'Urbervillov, 1891, prevedel Janko Moder
- Življenjske male ironije (Life's Little Ironies), 1894, zbirka kratkih zgodb
- Temno srce (Jude the Obscure) 1895, prevedla Mira Mihelič

#### Ljubezenski in fantazijski romani
- Par modrih oči (A Pair of Blue Eyes, 1873)
- The Trumpet-Major, 1880
- Two on a Tower, 1882
- A Group of Noble Dames, 1891 (zbirka kratkih zgodb)
- The Well-Beloved: skica temperamenta, 1897 (prvič objavljena kot serija 1892)

#### Komedije
- Desperate Remedies, 1871
- The Hand of Ethelberta: komedija v poglavjih, 1876
- A Laodicean: Zgodba dneva, 1881

### Zbirke pesmi
- Wessex Poems and Other Verses, 1898
- Poems of the Past and the Present, 1901
- Time's Laughingstocks and Other Verses, 1909
- Satires of Circumstance, 1914
- Moments of Vision, 1917
- Collected Poems, 1919
- Late Lyrics and Earlier with Many Other Verses, 1922
- Human Shows, Far Phantasies, Songs and Trifles, 1925
- Winter Words in Various Moods and Metres, 1928
- The Complete Poems (Macmillan, 1976)
- Selected Poems (Izdajatelj Harry Thomas, Penguin, 1993)
- Hardy, Poems (Everyman's Library Pocket Poets, 1995)
- Thomas Hardy, Selected Poetry and Nonfictional Prose (St. Martin's Press, 1996)
- Selected Poems (Izdajatelj Robert Mezey, Penguin, 1998)
- Thomas Hardy, The Complete Poems (izdajatelj James Gibson, Palgrave, 2001)